# プジョー・4007
プジョー・4007（Peugeot 4007 ）は、プジョーが三菱・アウトランダーをベースに共同で開発したプジョー初のSUVである。シトロエンにもCクロッサーという兄弟車がある。

## 概要
2007年のジュネーブモーターショーで発表された。1007と同じ4桁数字で、フロントは3桁数字の車両とは異なるダイナミックなデザインで、リアはアウトランダーとあまり変わらない。ボディやシャーシは三菱製の4WD、サスペンションなどはPSA・プジョーシトロエンの独自開発。エンジンはフォードとPSA・プジョーシトロエンと共同開発した2.2L HDiのディーゼルエンジンと三菱製のガソリンエンジンを搭載している。なお生産は岡山県倉敷市にある三菱自動車水島製作所で行なわれ、同所から輸出されていた。2012年に生産を終了し、三菱・RVRベースの「プジョー・4008」が後継車種である。